# Кубок Північної Македонії з футболу 2022—2023
Кубок Північної Македонії з футболу 2022–2023 — 31-й розіграш кубкового футбольного турніру в Македонії. Титул захистила Македонія ГП.

## Календар
| Раунд        | Дата             | Матчі | Клуби   |
| ------------ | ---------------- | ----- | ------- |
| Перший раунд | 14 вересня 2022  | 14    | 30 → 16 |
| 1/8 фіналу   | 5–19 жовтня 2022 | 8     | 16 → 8  |
| 1/4 фіналу   | 9 листопада 2022 | 4     | 8 → 4   |
| 1/2 фіналу   | 5 квітня 2023    | 2     | 4 → 2   |
| Фінал        | 20 травня 2023   | 1     | 2 → 1   |

## Перший раунд
Жеребкування першого раунду відбулось 20 липня 2022 року.
| Команда 1             | Рахунок | Команда 2           |
| --------------------- | ------- | ------------------- |
| 14 вересня 2022       |         |                     |
| Беласиця (2)          | 1:3     | Шкупі               |
| Гостивар (2)          | 0:1     | Пелістер (2)        |
| Тетекс (2)            | 0:6     | Академія Пандєва    |
| Слога 1934 (2)        | 0:3     | Брегальниця (Штип)  |
| Саса (2)              | 0:3     | Вардар (Скоп'є) (2) |
| Кожуф (2)             | 0:2     | Тиквеш              |
| Вардар (Неготино) (3) | 1:2     | Струга              |
| Карбінці (3)          | 0:6     | Побєда              |
| Заязі (3)             | -:+     | Воска Спорт (2)     |
| Фортуна 1975 (3)      | 5:3     | Борец (2)           |
| Люботен (3)           | +:-     | Ренова              |
| БВК Коняри (3)        | 0:5     | Работнічкі          |
| Чрно Букі (3)         | -:+     | Скоп'є              |
| Караорман (2)         | 0:3     | Шкендія             |

## 1/8 фіналу
Жеребкування 1/8 фіналу відбулось 16 вересня 2022 року.
| Команда 1           | Рахунок | Команда 2               |
| ------------------- | ------- | ----------------------- |
| 5 жовтня 2022       |         |                         |
| Брегальниця (Штип)  | 1:0     | Пелістер (2)            |
| Академія Пандєва    | 9:0     | Люботен (3)             |
| Тиквеш              | 0:1     | Сілекс                  |
| Шкупі               | 6:0     | Воска Спорт (2)         |
| Вардар (Скоп'є) (2) | 4:0     | Фортуна 1975 (3)        |
| Струга              | 2:1     | Работнічкі              |
| Шкендія             | 5:0     | Скоп'є                  |
| 19 жовтня 2022      |         |                         |
| Побєда              | 0:2     | Македонія Гьорче Петров |

## 1/4 фіналу
Жеребкування 1/4 фіналу відбулось 25 жовтня 2022 року.
| Команда 1                   | Рахунок      | Команда 2              |
| --------------------------- | ------------ | ---------------------- |
| 9 листопада 2022            |              |                        |
| Сілекс (1)                  | 0–0 пен. 3–2 | Вардар (Скоп'є) (2)    |
| Македонія Гьорче Петров (1) | 1–0          | Академія Пандєва (1)   |
| Шкупі (1)                   | 0–3 (тп)1    | Шкендія (1)            |
| Струга (1)                  | 2–0          | Брегальниця (Штип) (1) |

1 Гра була перервана на 9-й хвилині за рахунку 0:1 через сутичку між уболівальниками господарів і гравцями команди гостей.

## 1/2 фіналу
| Команда 1     | Рахунок      | Команда 2                   |
| ------------- | ------------ | --------------------------- |
| 5 квітня 2023 |              |                             |
| Струга (1)    | 1–0          | Сілекс (1)                  |
| Шкендія (1)   | 1–1 пен. 3–4 | Македонія Гьорче Петров (1) |

## Фінал
| Команда 1      | Рахунок      | Команда 2                   |
| -------------- | ------------ | --------------------------- |
| 20 травня 2023 |              |                             |
| Струга (1)     | 1–1 пен. 0–2 | Македонія Гьорче Петров (1) |